# 疼痛恐怖症
疼痛恐怖症（とうつうきょうふしょう、アルゴフォビア、英：Algophobia, Algiophobia）は、痛みに対し普通の人よりもはるかに強い異常かつ永続的な恐怖を抱く恐怖症である。行動療法と抗不安薬で治療できる。この用語は、ギリシア語で「痛み」を意味する「álgos」（ἄλγος）と、「恐怖」を意味する「phóbos」（φόβος）に由来する。 
行動心理学者のサビノ・メッタによると、恐怖反応は学習行動である。一般的な例として、友人全員が様々な病や疼痛に苦しんでいることを知った高齢者が、実際には何も起きていない内から問題を予期しその結果を体験し始める場合が挙げられる。疼痛恐怖症に苦しむ人々は、痛覚過敏である可能性がある。 
疼痛恐怖症のテストには、メンタルヘルススクリーニングツールである「Fear of Pain Questionnaire（疼痛恐怖質問表、現在はFPQ-III）」が使用されており、優れた内部整合性と再検査信頼性を備えている。